# 宁阳话
宁阳话也称宁阳方言，是山东省宁阳县地区所使用的方言。系属中原官话兖菏片。

## 音系

### 声韵母
宁阳话的声韵母与普通话有一定差别。

#### 声母
在宁阳话中，合口呼的舌尖后音zhu-、chu-、shu-被并入[pf]、[pfʰ]、[f]，而开口呼的舌尖后音都读成舌尖前音，即所谓“平翘舌不分”。宁阳部分地区中还存在[θ]。

#### 韵母
宁阳话中o、e明显合流，而a发音相较普通话比较轻软模糊。
宁阳话中还存在iai、üei等普通话中没有的音节。

### 声调
宁阳话和普通话一样有四个基本声调和一个轻声。
| 声调   | 阴平 | 阳平 | 上声   | 去声   |
| ------ | ---- | ---- | ------ | ------ |
| 普通话 | 55˥˥ | 35˧˥ | 214˨˩˦ | 51˥˩   |
| 宁阳话 | 13˩˧ | 42˦˨ | 55˥˥   | 312˧˩˨ |